# Carlos Javier Beltrán (cantante)
Carlos Javier Beltrán (Buenos Aires; 25 de enero de 1946 - 20 de junio de 2012) fue un cantautor de pop rock argentino.

## Biografía
En 1964, el cantante Tanguito (1945-1972) abandonó el grupo Los Dukes y en su lugar ingresó Carlos Javier Beltrán ―de 18 años― como cantante.
Luego de Los Dukes comenzó una breve etapa como solista con el nombre de Bobby Cuatro (influenciado por el éxito que entonces tenía el cantante italiano Bobby Solo).
El servicio militar obligatorio lo mantuvo alejado de los escenarios durante dos años.
A fines de los años sesenta comenzó a utilizar su nombre, Carlos Javier Beltrán, patrocinado por los mánagers Ricardo Kleiman y Fernando Falcón. La irrupción de Carlos Javier Beltrán en el mercado discográfico dio comienzo a una carrera en la que se consagraron muchas composiciones propias
―«Desengaño»,
«Ilusión»,
«Nadie como tú»,
«Que seas feliz» (con letra de Fernando Falcón),
«Solo» y «Te quiero solo a ti»―, y en especial algo que sería un sello inconfundible: sus versiones en castellano de melodías internacionales, como «Sentado a la vera del camino», «Un día de domingo» y "Si me quitas ese amor" (versión en español de "Nikita", original de Elton John).
Murió el 20 de junio de 2012 a los 66 años de edad.

## Discografía
- 1963: Decí por qué no querés (simple), con Los Dukes[3]
- 1964: Carnaval, carnaval (simple), con Los Dukes
- 1964: Me permite (simple), con Los Dukes
- Ayer aún, Disc Jockey[4]
- Cómo deseo ser tu amor, Disc Jockey
- 1969: Que seas feliz, Velvet
- 1978: Gavilán o paloma, Microfón Argentina
- 1981: Colección de amor, Interdisc
- 1982: Colección de amor 2, Interdisc
- 1983: Carlos Javier Beltrán, Interdisc
- 1983: Vivir sin ti, como vivir sin ti, Interdisc
- 1984: 18 grandes éxitos, Interdisc
- 1985: Solo llamé para decir que te amo, Interdisc
- 1986: 20 grandes éxitos, Interdisc
- 1986: Gloria de amor, Interdisc
- 1986: Carlos Javier Beltrán, Interdisc
- 1987: Grandes éxitos, Interdisc
- Carlos Javier Beltrán, Zelesta Récords
- Canciones que no se olvidan, Interdisc
- Por amor, Microfón Argentina
- Éxitos de oro
- Carlos Javier Beltrán, vol. 2
- 2004: Historia de la música de Carlos Javier Beltrán, Discos Fuentes
- 2013: Grandes éxitos, Goldenlane Récords